# 黃瓚 (吉安)
黃瓚（1402年—1447年），字宜璋，江西吉安府吉水縣人，民籍，明朝政治人物。

## 生平
宣德四年（1429年）己酉科江西鄉試第九名舉人，八年（1433年）中式癸丑科會試第二十三名，二甲第二十五名進士。選庶吉士，授南京刑部主事，為官清白自持，不受私謁。當時南京右副都御史周銓总理南京糧稅，因貪污曾被黃瓚彈劾。周銓則彈劾黃瓚提調刑部牢獄時多为不法事，英宗派御史核查，認為黃瓚誣陷，“排陷大臣”，正統五年五月謫戍四川威遠衛，後改戍遼東，期間上章自陳兵法，朝廷打算錄用他，為周銓同黨所阻，憂憤成疾，十二年（1447年）卒於遼東戍所。
正統十四年（1449年）明英宗親征瓦剌，在土木堡之變中被俘。景泰元年（1450年）明景帝即位，黃瓚長子訟冤，同邑南京大理寺左少卿廖莊、南京翰林院侍講學士周敘皆上書為其申冤，明景帝准奏，下詔贈官歸葬。

## 家族
曾祖黃履亨；父黃克俊。妻歐陽氏。兄黃宜璉、黃宜珮。